# Gruny
Gruny és un municipi francès situat al departament del Somme i a la regió dels Alts de França. L'any 2007 tenia 315 habitants.

## Demografia

### Població
El 2007 la població de fet de Gruny era de 315 persones. Hi havia 104 famílies de les quals 21 eren unipersonals (4 homes vivint sols i 17 dones vivint soles), 29 parelles sense fills, 46 parelles amb fills i 8 famílies monoparentals amb fills.
La població ha evolucionat segons el següent gràfic:
Habitants censats

### Habitatges
El 2007 hi havia 127 habitatges, 118 eren l'habitatge principal de la família, 8 eren segones residències i 1 estava desocupat. Tots els 127 habitatges eren cases. Dels 118 habitatges principals, 104 estaven ocupats pels seus propietaris i 15 estaven llogats i ocupats pels llogaters; 3 tenien dues cambres, 21 en tenien tres, 38 en tenien quatre i 57 en tenien cinc o més. 101 habitatges disposaven pel capbaix d'una plaça de pàrquing. A 48 habitatges hi havia un automòbil i a 60 n'hi havia dos o més.

### Piràmide de població

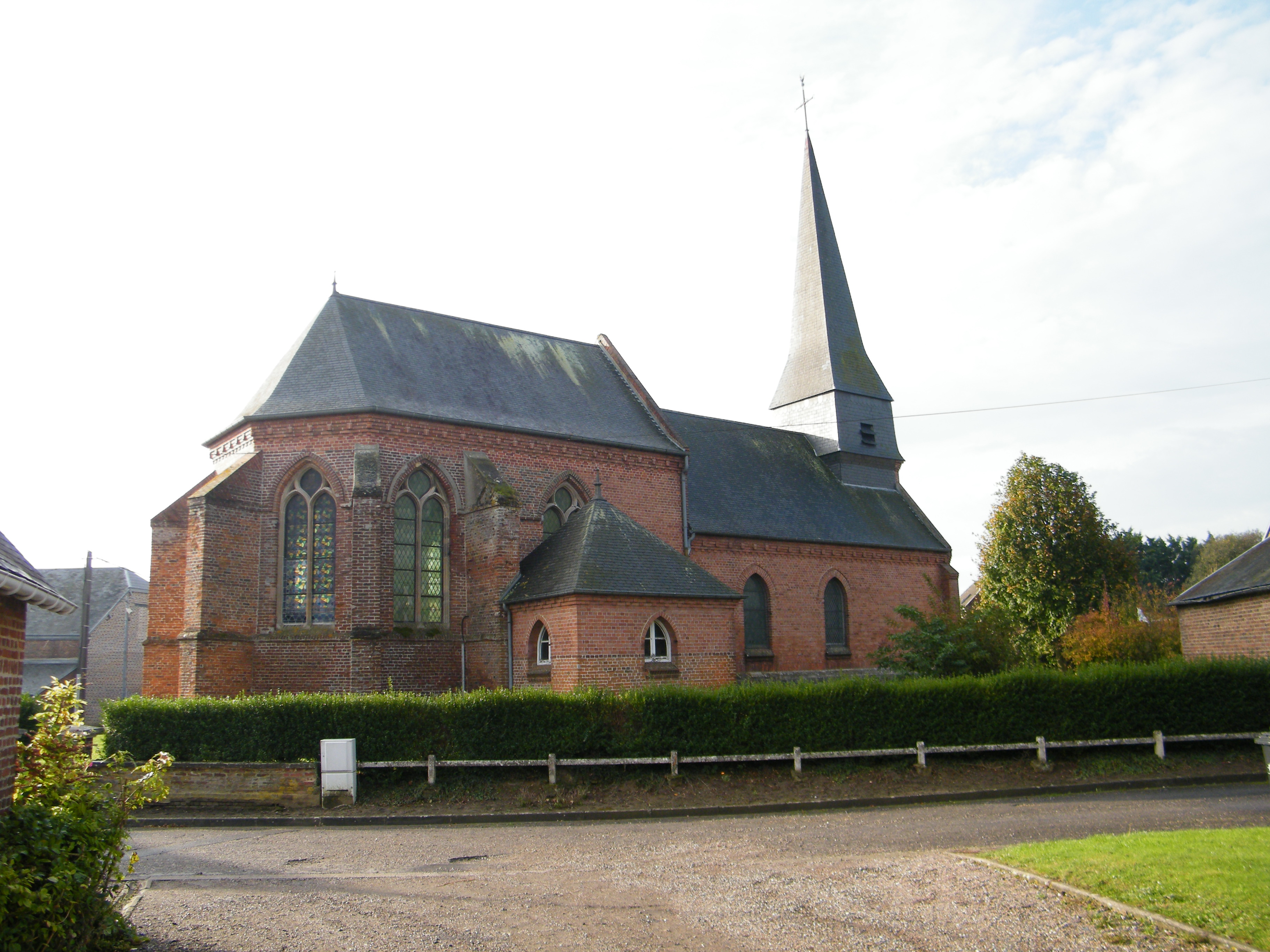

La piràmide de població per edats i sexe el 2009 era:
| Homes | Edats   | Dones |
| ----- | ------- | ----- |
| 0     | 95 o +  | 0     |
| 0     | 90 a 94 | 0     |
| 8     | 85 a 89 | 4     |
| 0     | 80 a 84 | 0     |
| 0     | 75 a 79 | 0     |
| 4     | 70 a 74 | 0     |
| 4     | 65 a 69 | 4     |
| 4     | 60 a 64 | 8     |
| 4     | 55 a 59 | 4     |
| 16    | 50 a 54 | 4     |
| 24    | 45 a 49 | 32    |
| 12    | 40 a 44 | 16    |
| 8     | 35 a 39 | 12    |
| 12    | 30 a 34 | 4     |
| 0     | 25 a 29 | 4     |
| 12    | 20 a 24 | 12    |
| 24    | 15 a 19 | 8     |
| 8     | 10 a 14 | 4     |
| 12    | 5 a 9   | 0     |
| 0     | 0 a 4   | 4     |

## Economia

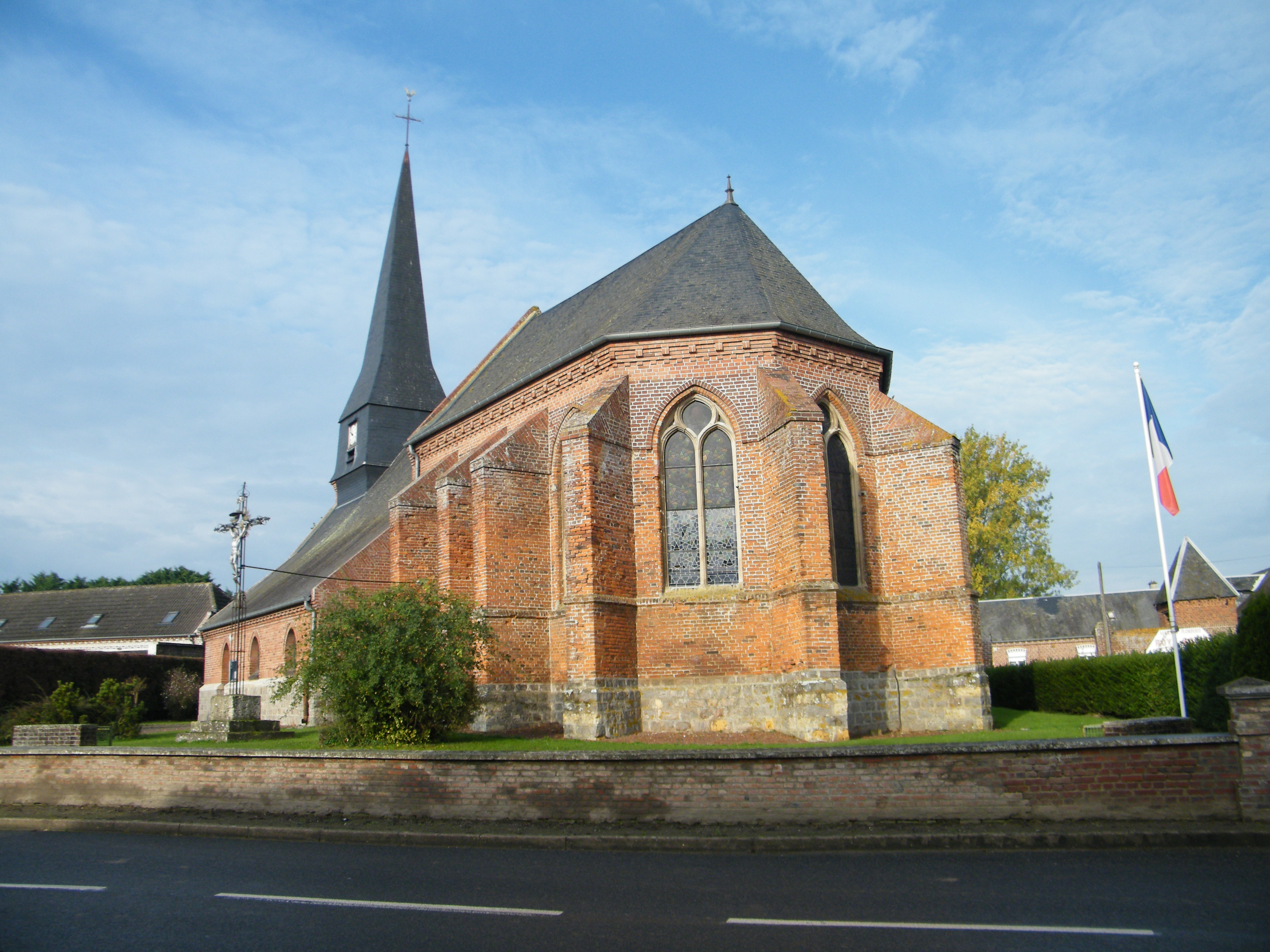

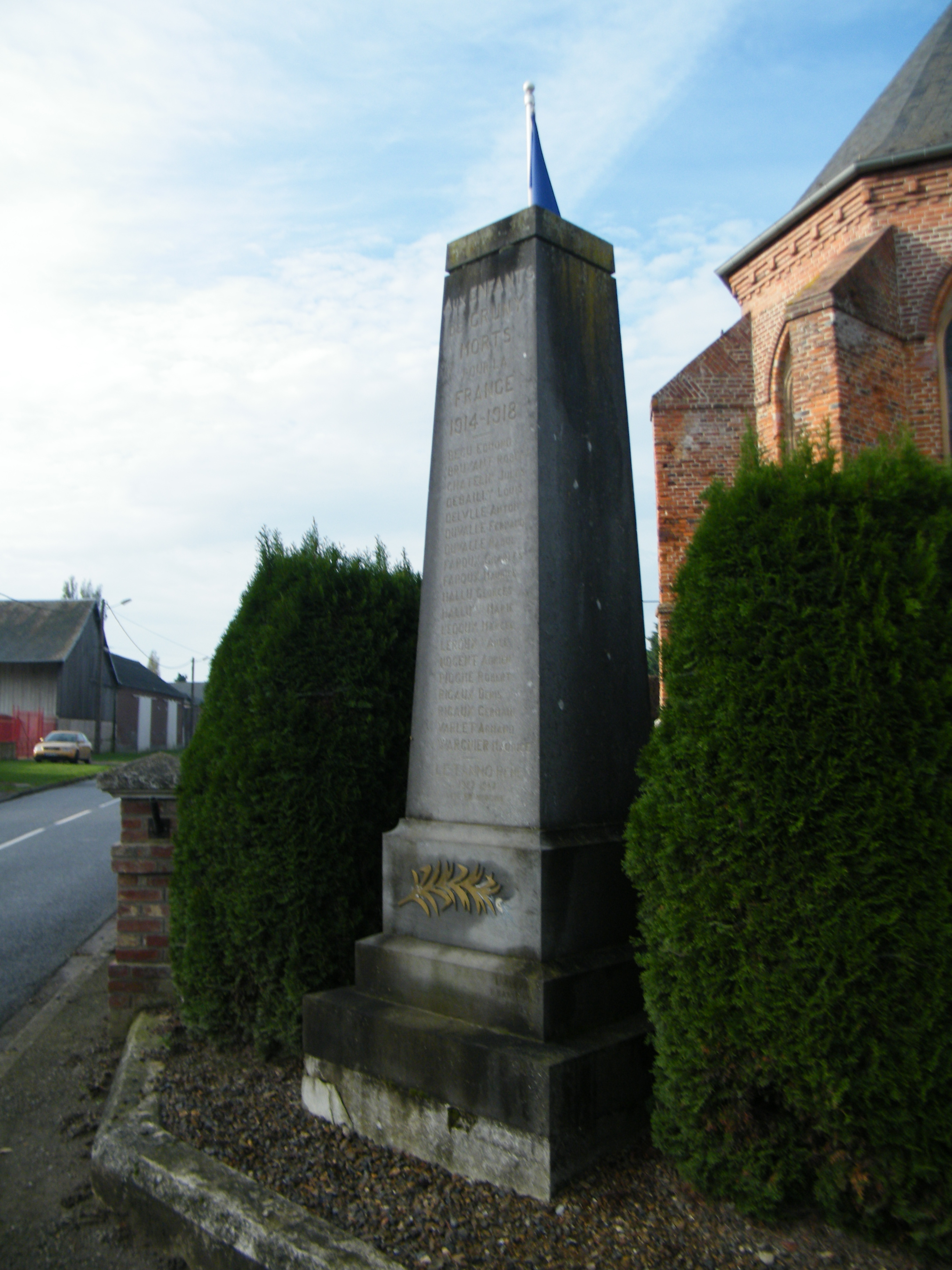

El 2007 la població en edat de treballar era de 218 persones, 161 eren actives i 57 eren inactives. De les 161 persones actives 144 estaven ocupades (84 homes i 60 dones) i 18 estaven aturades (6 homes i 12 dones). De les 57 persones inactives 13 estaven jubilades, 18 estaven estudiant i 26 estaven classificades com a «altres inactius».

### Ingressos
El 2009 a Gruny hi havia 115 unitats fiscals que integraven 333,5 persones, la mediana anual d'ingressos fiscals per persona era de 16.433 €.

### Activitats econòmiques
Dels 15 establiments que hi havia el 2007, 2 eren d'empreses extractives, 2 d'empreses de fabricació d'altres productes industrials, 6 d'empreses de construcció, 2 d'empreses de comerç i reparació d'automòbils, 2 d'empreses de transport i 1 d'una empresa financera.
Dels 5 establiments de servei als particulars que hi havia el 2009, 1 era un guixaire pintor, 1 fusteria, 2 lampisteries i 1 electricista.
L'any 2000 a Gruny hi havia 5 explotacions agrícoles.

## Poblacions més properes

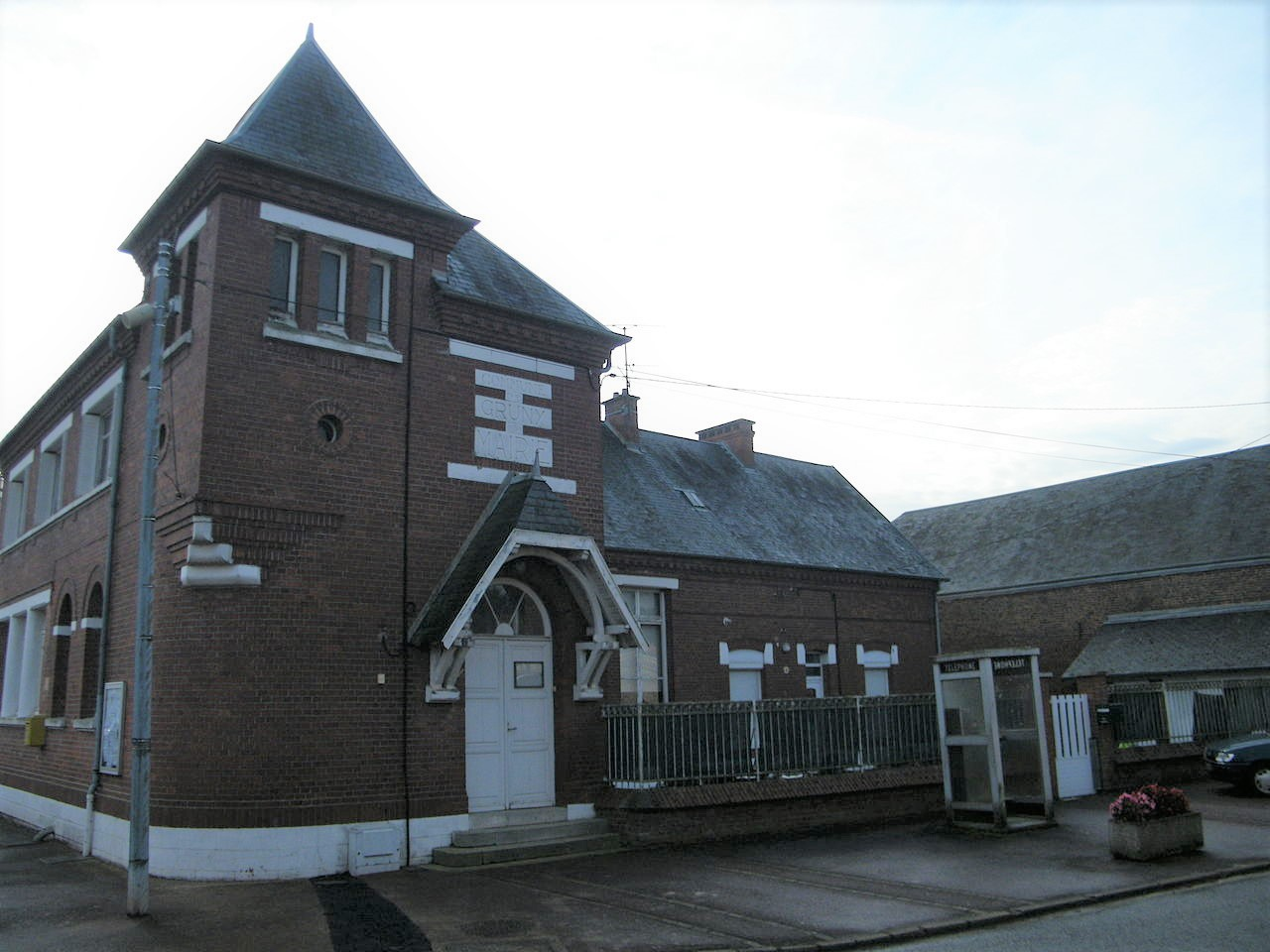

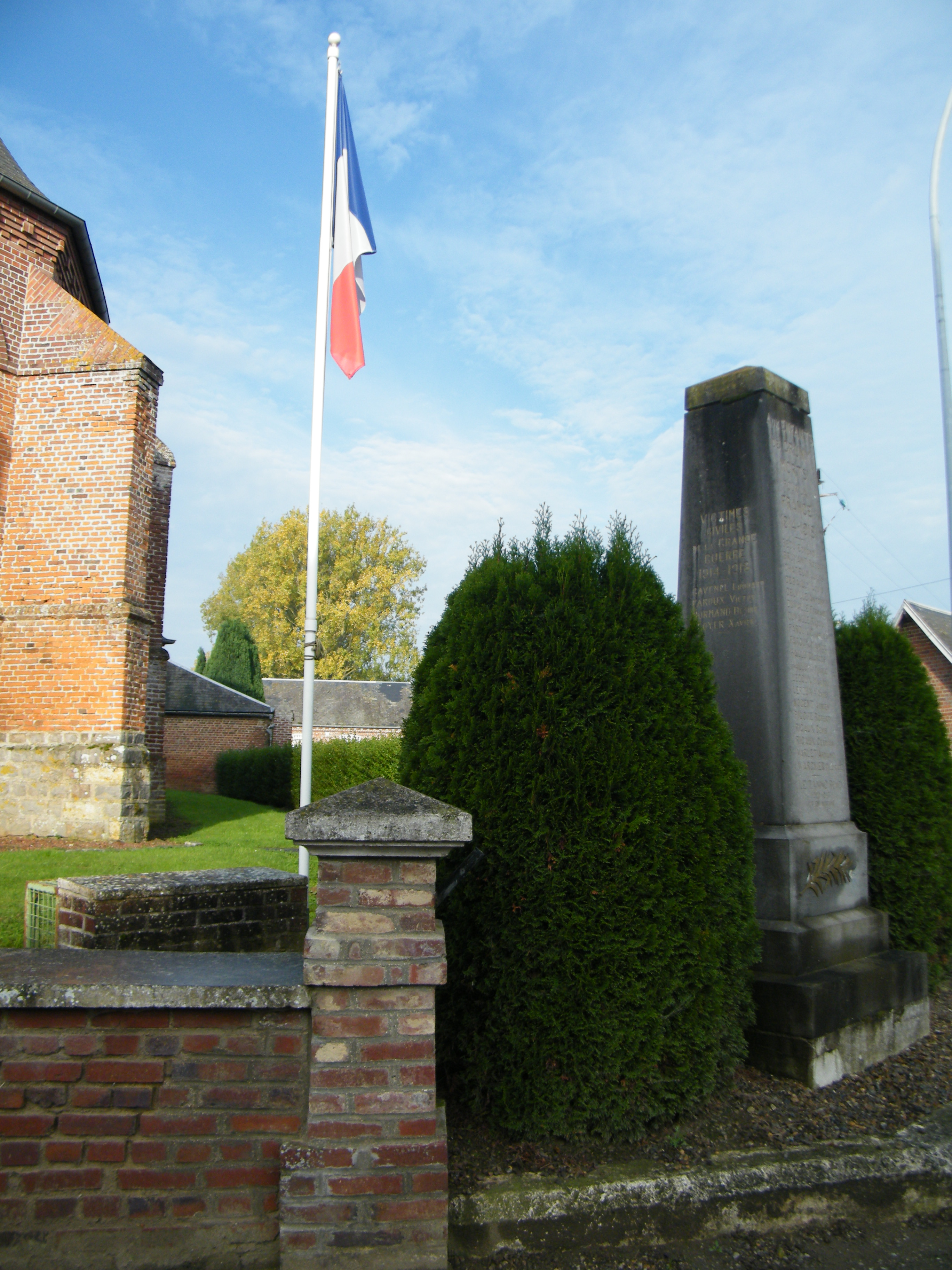

El següent diagrama mostra les poblacions més properes.